# Aradi pénzügyi palota
A aradi pénzügyi palota műemlék épület Romániában, Arad megyében. A romániai műemlékek jegyzékében az AR-II-m-B-00549 sorszámon szerepel.